# تسويوشي إيهارا
تسويوشي إيهارا (باليابانية: 伊原 剛志) هو ممثل ياباني وكوري جنوبي، ولد في 6 نوفمبر 1963 بكيتاكيوشو في اليابان.

## أعمال

### أفلام
- (2006) رسائل من إيوو جيما[4]
- (2009) نينجا

## وصلات خارجية
- تسويوشي إيهارا على موقع IMDb (الإنجليزية)
- تسويوشي إيهارا على موقع أول موفي (الإنجليزية)
- تسويوشي إيهارا على موقع قاعدة بيانات الفيلم (الإنجليزية)